# Ковтун, Василий Семёнович
Васи́лий Семёнович Ковту́н (8 августа 1920 — 8 июня 2006) — красноармеец Советской Армии, участник Великой Отечественной войны, Герой Советского Союза (1946).

## Биография
Василий Ковтун родился 8 августа 1920 года в селе Глушки (ныне — Белоцерковский район Киевской области Украины). После окончания начальной школы он работал в торфодобывающей артели. В 1940 году Ковтун был призван на службу в Рабоче-крестьянскую Красную Армию. С начала Великой Отечественной войны — на её фронтах. Участвовал в битве за Кавказ, освобождении Украинской ССР и Польши, боях в Германии. За время войны три раза был ранен.
К апрелю 1945 года красноармеец Василий Ковтун был наводчиком противотанкового ружья 902-го стрелкового полка 248-й стрелковой дивизии 5-й ударной армии 1-го Белорусского фронта. Отличился во время штурма Берлина. Во время боёв на улицах немецкой столицы он участвовал в обнаружении и уничтожении снайперов, пулемётчиков, вооружённых фаустпатронами солдат противника. 2 мая 1945 года Ковтун одним из первых вышел к рейхстагу. В общей сложности во время боёв на улицах Берлина он лично уничтожил 3 танка, 1 бронетранспортёр, 1 самоходную артиллерийскую установку, более 20 пулемётных точек, 2 снайперов, 3 «фаустников», взял в плен 3 солдат противника.
Указом Президиума Верховного Совета СССР от 15 мая 1946 года красноармеец Василий Ковтун был удостоен высокого звания Героя Советского Союза с вручением ордена Ленина и медали «Золотая Звезда» за номером 6723.
В 1946 году Ковтун был демобилизован. Проживал сначала в родном селе, а позднее — в городе Белая Церковь.
Был также награждён орденами Отечественной войны 1-й степени, Славы 2-й и 3-й степеней, рядом медалей.